# Patagioenas maculosa
La paloma manchada (Patagioenas maculosa), también conocida como paloma de alas manchadas, paloma de ala manchada, paloma ala manchada, paloma de alas moteadas, paloma de ala moteada, paloma moteada, paloma moteada común y paloma cenicienta, es una especie de ave columbiforme de la familia Columbidae propia de América del Sur. Está presente en el Perú, Bolivia, Paraguay, Brasil, Uruguay y Argentina. También cuenta con un registro en Chile.

## Características
Su longitud pico cola es de aproximadamente 32 a 33 cm, algo menor que la paloma picazuró (Patagioenas picazuro), e igual a la paloma común (Columba livia). Es más confiada que P. picazuro, tiene un canto similar pero es más ronco. Se diferencia con P. picazuro en donde convive simpátricamente, por tener cuello sin filetes, notables alas con pecas blancas. Iris de color gris. Tiene las patas rojas y el pico negro.

## Historia natural
Habita bosques chaqueños y del espinal, principalmente de algarrobos, en la selva tropical de vegetación caduca, en la selva de ribera, en la nuboselva tucumano-oranense argentina, en zonas semiáridas, húmedas de pastizales y arbustos. También es abundante en zonas urbanas.
En la actualidad esta especie está expandiendo se distribución geográfica en Argentina, en virtud de verse favorecida por la ampliación de la frontera agropecuaria, al igual que Patagioenas picazuro. Se le documenta hasta 3.800 m s. n. m. (unos 12.500 pies) de altitud.

## Subespecies
Se conocen dos subespecies de Patagioenas maculosa:
- Patagioenas maculosa albipennis. Población noroeste argentino, selva tucumana-oranense. Yavi. Jujuy.
- Patagioenas maculosa maculosa. Resto de la distribución geográfica.

## Referencias

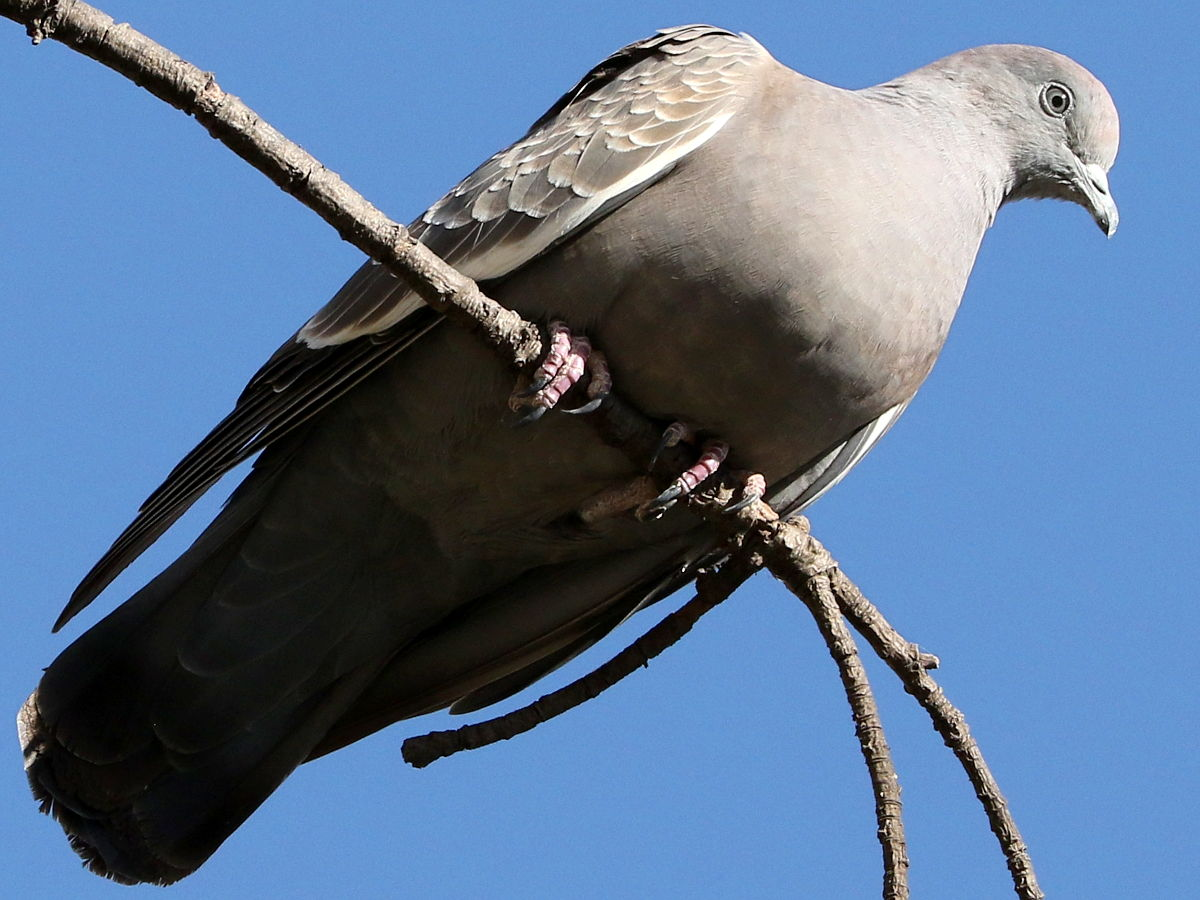
Perching de la paloma manchada